# Extraktstoffe
Extraktstoffe oder akzessorische Verbindungen sind Stoffe, die sich durch Extraktion aus Pflanzengeweben herauslösen lassen und nicht zu den Strukturelementen der Zellwand gehören. Dazu gehören Kohlenhydrate, Proteine, Aminosäuren, Fette, Fettsäuren, aromatische Verbindungen (u. a. Phenole, Lignane, Flavonoide, Chinone), Terpene, Harzsäuren, Sterine, Alkaloide. 
Zu den Extraktstoffen gehören die Gerbstoffe, Harze, Farbstoffe sowie die im Kernholz von Bäumen enthaltenen Kernstoffe. Letztere haben bei mitteleuropäischen Holzarten einen Anteil von bis zu 5 %, bei tropischen Arten bis zu 20 %. Viele dieser Stoffe sind toxisch, verzögern so den biotischen Abbau des Gewebes und bewirken dadurch eine erhöhte natürliche Dauerhaftigkeit gegenüber pilzlichen oder tierischen Holzschädlingen. Einige Verbindungen können bei Mensch und Tier Reizungen, Allergien und Vergiftungen auslösen. Das Kernholz des Goldregens (Laburnum anagyroides) enthält z. B. das giftige Alkaloid Cytisin. 
Früher wurden aus Hölzern u. a. Farbstoffe sowie Campher und Gummi arabicum gewonnen. Heute spielt in einigen Ländern noch die Gewinnung von Harzen, Terpentinöl, Kautschuk und Gerbstoffen eine wirtschaftliche Rolle. 